# Белл, Эрик Темпл
Эрик Темпл Белл (англ. Eric Temple Bell; 7 февраля 1883 — 21 декабря 1960) — американский математик, историк математики и писатель-фантаст. В начале творческой деятельности публиковал свои литературные произведения под псевдонимом Джон Тейн (англ. John Taine).
Белл — автор более 250 трудов в области аналитической теории чисел, диофантов анализ и комбинаторики. Однако больше всего он известен историко-биографической книгой «Творцы математики», ставшей классикой популярной литературы, неоднократно переизданной и переведённой на многие языки мира.
Член Национальной академии наук США (1927), лауреат премии Бохера (1924, совместно с Соломоном Лефшецом). Вице-президент Американского математического общества (1926 год) и Американской ассоциации содействия развитию науки, президент Математической ассоциации Америки в 1931—1933 годах, член редколлегий крупных математических журналов.

## Биография
Эрик Белл родился 7 февраля 1883 года в городе Питерхед, Шотландия, и был младшим из двух сыновей Джеймса Белла и Хелен Джейн Линдси Лайал. У Эрика Белла была также сестра, Энид Лайал. В 1884 году семья уехала из Шотландии в США и поселилась в Сан-Хосе (Калифорния). После смерти отца Белла (4 января 1896 года) семья вернулась в Великобританию.
С 1898 года Белл учился в Бедфордской школе, где прекрасное преподавание математики пробудило в нём интерес к этому предмету на всю жизнь. В частности, особенно его привлекала теория чисел. По окончании школы (1902) Белл, на этот раз без семьи, вновь переселился в США. Учился в Стенфордском, Колумбийском и Вашингтонском университетах, где получил степень магистра (1908). С 1909 по 1911 год он преподавал в средней школе, где познакомился со вдовой Джесси Лилиан Смит Браун, преподававшей искусство и коммерцию. В конце 1910 года Белл женился на ней; в 1917 году у них родился сын, которого они назвали Тэйн Темпл. Жена помогала Беллу, печатала и редактировала книги по рукописям. В 1912 году Белл получил докторскую степень в Колумбийском университете.
С 1912 по 1926 год Белл преподавал математику в Вашингтонском университете, дослужившись до профессора. Именно в Вашингтонском университете Белл приобрёл репутацию одного из ведущих математиков США. Большинство его исследований было посвящено теории чисел — области математики, которую он любил больше всего. В 1924 году Белл был назначен членом Совета Американского математического общества. В 1926 году он стал вице-президентом Общества.
Благодаря присуждению премии Бохера (1924) и его[кого?] растущему авторитету Белл получил предложения о профессорских должностях от нескольких университетов, включая Мичиганский университет, Колледж Брин-Мар и Колумбийский университет. Белл не принял и не отклонил эти предложения, но постарался оставить их в силе. Летом 1925 года он читал лекции по своим исследованиям в Чикагском университете, где также пытались убедить его принять там профессуру. Осенью Белл читал лекции в Гарварде.
В начале 1926 года физик-экспериментатор Роберт Милликен из Калифорнийского технологического института (Калтеха) получил разрешение Совета университета сделать всё возможное, чтобы привлечь Белла в Калтех. После месяца переговоров Белл принял предложение от Калтеха — хотя оговоренный оклад (6000 долл. в год) был меньше, чем предложил Колумбийский университет (7500 долл.), но, как он позже пояснил, «Институт уже приобрёл определённую известность в научных кругах и, что, возможно, не менее важно, он расположен на Западном побережье». В 1926 году Белл был назначен профессором математики Калифорнийского технологического института и занимал этот пост 33 года — пока тяжёлая болезнь не вынудила его уйти на пенсию, за год до смерти. Поселился он в Пасадене, где разводил цветы и опекал кошек.
В 1927 году был избран членом Национальной академии наук США.
В 1959 году Белл тяжело заболел и провёл последний год жизни в больнице Уотсонвилля (Калифорния), проводя время за чтением стихов и игрой с любимым котёнком. Скончался 21 декабря 1960 года.

## Научная деятельность
Эрик Белл проводил исследования в области теории чисел. Он попытался, не совсем успешно, сделать традиционное интегральное исчисление логически точным. Белл также много лет исследовал производящие функции. В 1924 году Эрик был награждён премией Бохера за свои труды в области аналитической теории чисел и её применений, особенно за статью «Arithmetical paraphrases», которая появилась в «Трудах Американского математического общества» в 1921 году.
Среди учеников Белла — Чжоу Пэйюань.
В честь учёного названы несколько математических понятий:
- многочлены Белла;
- ряды Белла[англ.];
- треугольник Белла;
- числа Белла и упорядоченные числа Белла[англ.].

## Творчество

### Рассказы о математиках

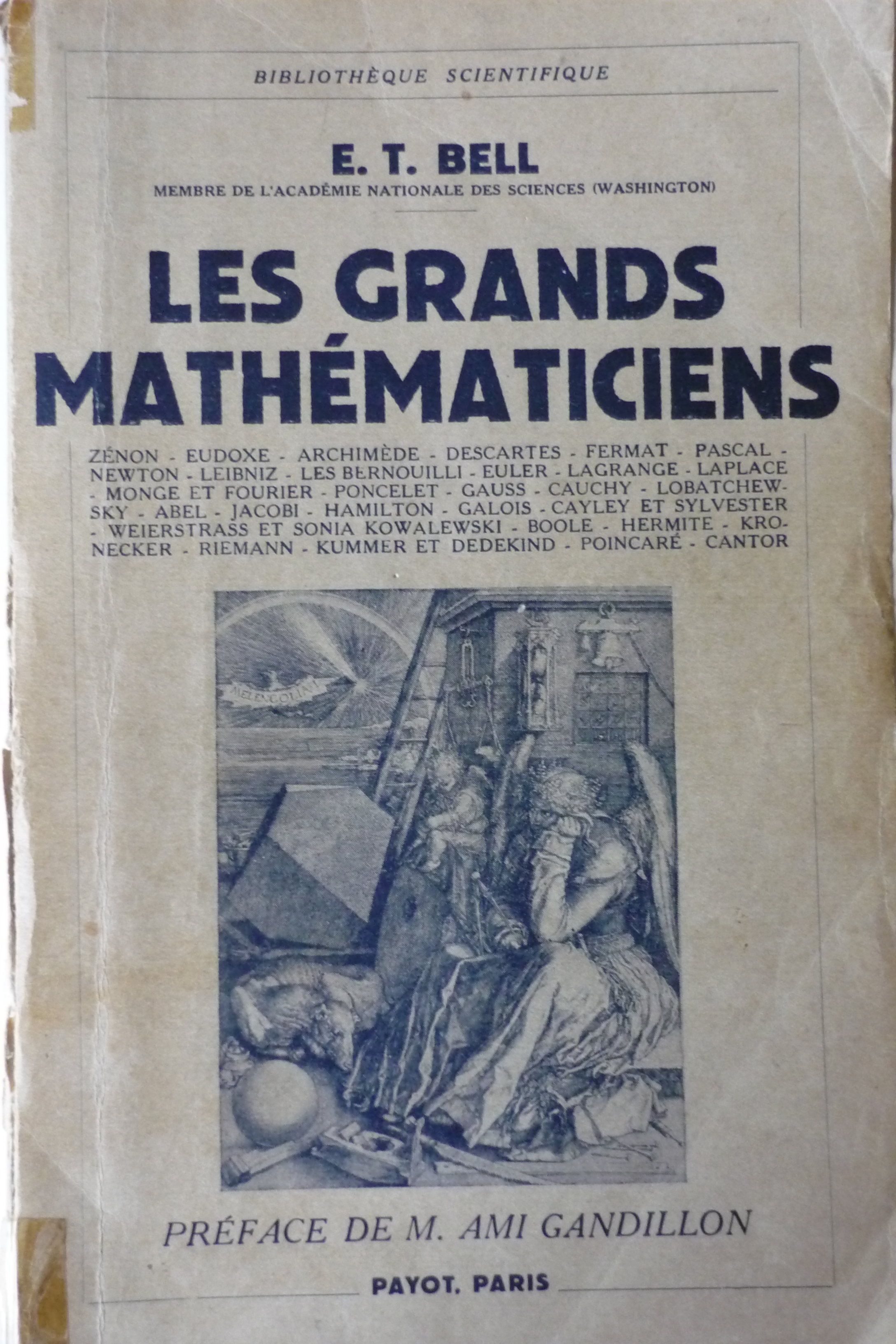
Французский перевод «Men of Mathematics»

Белл — автор заслужившего большую популярность сборника историко-биографических этюдов под названием «Творцы математики» (англ. Men of mathematics). Книга «Творцы математики» вдохновила и повлияла на выбор профессии таких математиков, как Джулия Робинсон, Джон Нэш, Эндрю Джон Уайлс и др.
Одна из глав сборника была первым популярным рассказом о математике XIX века Софье Ковалевской), а переиздания книги продолжаются до сих пор. Первоначально названием было «The Lives of Mathematicians», но издатели, «Simon and Schuster», сократили текст примерно на треть (125 000 слов) и, чтобы связать произведение со своей книгой «Men of Arts» (за авторством Томаса Крейвена) дали ему название «Men of Mathematics», против желания автора. Однако, историки математики оспаривают точность большей части текстов Белла, поскольку Белл часто смешивает в них выдумку и реальные факты. Его много критиковали за романтизацию образа Эвариста Галуа: «Рассказ Белла [о жизни Галуа], безусловно, самый известный, а также самый вымышленный». Образ Георга Кантора, и основанное на стереотипах описание отношений Кантора с его отцом и Леопольдом Кронекером, подверглось ещё более резкой критике. В предисловии к русскому переводу книги говорится:

Автор стремится нарисовать живой портрет каждого из математиков, показать его как человека, живущего среди людей и своей деятельностью способствующего прогрессу цивилизации.

Пока эта книга находилась в печати, он также написал и опубликовал ещё одну книгу, «Служанка наук». Позднее он опубликовал ещё две книги по истории математики — «Развитие математики» и «Последняя проблема». «Развитие математики» была менее известна, но его биограф Констанс Рид считает, что в ней меньше недостатков. Его книга о Великой теореме Ферма «Последняя проблема» была опубликована через год после его смерти и представляет собой гибрид социальной истории и истории математики. Произведение вдохновило математика Эндрю Уайлса на доказательство теоремы.
В своей книге о Поле Эрдёше под названием «Человек, который любил только числа» Пол Хоффман отмечал: «Белл... обладал редким даром к словам и числам. Те, кто стал свидетелем глубоких истин математики, писал Белл, «пережили то, чего никогда не чувствовала ни одна медуза». У него был талант содержательно обобщать характер человека: Пифагор, как сказал Белл, чей мистицизм мешал его математике, был «на одну десятую гением, на девять десятых чистой выдумкой». И если проза Белла временами была цветистой, то «Последняя проблема» и его более известная работа 1937 года «Творцы математики» посеяли семена интереса к математике у трёх поколений читателей».

### Беллетристика
В начале 1920-х годов Эрик Белл написал несколько больших поэм, а также научно-фантастических романов под псевдонимом Джон Тейн: «Пурпурный сапфир» (1924), «Золотой зуб» (1927), «Зелёный огонь» (1928). В научно-фантастических романах он самостоятельно разработал некоторые из самых ранних устройств и идей научной фантастики. Большинство научно-фантастических произведений он написал между 1920 и 1940 годами. Романы позже перепечатывали и жанровые журналы. Бэзил Давенпорт в 1952 году описал Тейна как «одного из первых настоящих учёных, писавших научную фантастику, [который] много сделал, чтобы вывести её из стадии межпланетных полицейских и грабителей». Но он пришёл к выводу, что Тейну «как романисту, к сожалению, не хватает стиля и особенно проработки деталей». Белл опубликовал также (за свой счёт) два тома стихотворений, однако, как и его романы, широкого признания они не получили.

## Основные труды

### Научные книги
- An Arithmetical Theory of Certain Numerical Functions, Seattle Washington, The University, 1915, 50 p. PDF/DjVu copy from Internet Archive.
- The Cyclotomic Quinary Quintic, Lancaster, Pennsylvania, The New Era Printing Company, 1912, 97 p.
- Algebraic Arithmetic, New York, American Mathematical Society, 1927, 180 p.
- Debunking Science, Seattle, University of Washington book store, 1930, 40 p.
- The Queen of the Sciences, Stechert, 1931, 138 p.
- Numerology, Baltimore: The Williams & Wilkins Co., 1933, 187 p. LCCN 33-6808
  - Reprint: Westport, CT: Hyperion Press, 1979, ISBN 0-88355-774-6, 187 p. — "Reprint of the ed. published by Century Co., New York" LCCN 78-13855.
- The Search for Truth, Baltimore, Reynal and Hitchcock, 1934, 279 p.
  - Reprint: Williams and Wilkins Co, 1935.
- The Handmaiden of the Sciences, Williams & Wilkins, 1937, 216 p.
- Man and His Lifebelts, New York, Reynal & Hitchcock, 1938, 340 p.
  - Reprint: George Allen & Unwin Ltd., 1935, 2nd printing 1946.
  - Reprint: Kessinger Publishing, 2005.
- Men of Mathematics, New York, Simon & Schuster, 1937, 592 p.
  - Reprint: Touchstone (Simon & Schuster paperback), 1986. ISBN 0671628186 LCCN 86-10229.
- The Development of Mathematics, New York, McGraw–Hill, 1940, 637 p.
  - Second edition: New York, McGraw–Hill, 1945, 637 p.
  - Reprint: Dover Publications, 1992.
- The Magic of Numbers, Whittlesey House, 1946, 418 p.
  - Reprint: New York, Dover Publications, 1991, ISBN 0-486-26788-1, 418 p.
  - Reprint: Sacred Science Institute, 2006.
- Mathematics: Queen and Servant of Science, McGraw-Hill, 1951, 437 p.
- The Last Problem, New York, Simon & Schuster, 1961, 308 p.
  - Reprint: Mathematical Association of America, 1990, ISBN 0-88385-451-1, 326 p.

### Статьи
- Arithmetical paraphrases. In: Transactions of the American Mathematical Society 22, 1921, p. 1—30 and 198—219.
- Arithmetical equivalents for a remarkable identity between theta functions. In: Mathematische Zeitschrift 13, 1922, pp. 146–152.
- Mathematics and Credulity, The Journal of Philosophy 22 (17) (1925), 449—458.
- Existence theorems on the numbers of representations of odd integers as sums of 4t + 2 squares. In: Crelles Journal 163, 1930, p. 65—70.
- Mathematics and Speculation, The Scientific Monthly 32 (3) (1931), 193—209.
- A Suggestion Regarding Foreign Languages in Mathematics, The American Mathematical Monthly 40 (5) (1933), 287.
- Exponential numbers. In: The American Mathematical Monthly 41, 1934, p. 411—419.
- The History of Blissard's Symbolic Method, with a Sketch of its Inventor's Life, The American Mathematical Monthly 45 (7) (1938), 414—421.
- Buddha's Advice to Students and Teachers of Mathematics, The Mathematics Teacher 33 (1940), 252—261.
  - Reprinted in: The Mathematics Teacher 62 (5) (1969), 373—383.
- Newton After Three Centuries, The American Mathematical Monthly 49 (9) (1942), 553—575.
- Gauss and the Early Development of Algebraic Numbers, Part 1, National Mathematics Magazine 18 (5) (1944), 188—204.
- Gauss and the Early Development of Algebraic Numbers, Part 2, National Mathematics Magazine 18 (6) (1944), 219—233.
- What Mathematics Has Meant to Me, Mathematics Magazine 24 (3) (1951), 161.

### Романы
- The Purple Sapphire (1924)
- The Gold Tooth (1927)
- Quayle's Invention (1927)
- Green Fire (1928)
- The Greatest Adventure (1929)
- The Iron Star (1930)
- The White Lily (1930)
- The Time Stream (1931)
- Seeds of Life (1931)
- Before the Dawn (1934)
- Tomorrow (1939)
- The Forbidden Garden (1947)

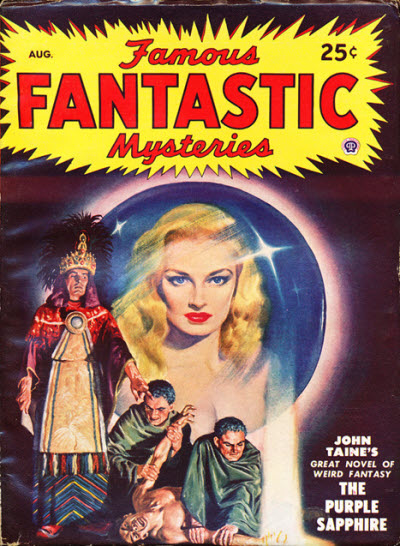
«Пурпурный сапфир», переиздание 1948 г. в журнале «Famous Fantastic Mysteries»

- The Cosmic Geoids and One Other (1949)
- The Crystal Horde (1952)
- G.O.G. 666 (1954)

### Стихи
- The Singer (1916)

### В русском переводе
- Белл Э. Т. Творцы математики = Men of Mathematics / Рецензенты: Юшкевич А. П. и Матвиевская Г. П.. — М.: Просвещение, 1979. — 256 с.
- Белл Э. Т. Магия чисел. Математическая мысль от Пифагора до наших дней = The Magic of Numbers. — М.: Центрполиграф, 2014. — 384 с. — ISBN 978-5-9524-5138-4.